# Erowid
Erowid – założona w październiku 1995 organizacja, zajmująca się prowadzeniem anglojęzycznego internetowego serwisu informacyjnego na tematy dotyczące roślin i substancji psychoaktywnych Erowid.org. Serwis zawiera jedną z najobszerniejszych dostępnych baz danych na ten temat, codziennie notując średnio 55 tys. odwiedzin (stan na styczeń 2008).
Na stronach serwisu zawarto ponad 45 tys. stron dokumentacji na temat substancji psychoaktywnych. Są wśród nich m.in. zdjęcia, streszczenia i abstrakty prac naukowych, artykułów prasowych i informacje z innych mediów, relacje osób, opisy dawek, działań, zagadnień prawnych, zdrowotnych, stosowania ludowego i religijnego. Baza danych ma rozmiar około 25 gigabajtów.
Erowid jest zorganizowany w działy:
- Plants & Drugs – rzeczowe informacje o środkach chemicznych, roślinach, efekty i skutki uboczne, historia itd.
- Mind & Spirit – informacje o zmienionych stanach świadomości i o roli środków psychoaktywnych w różnych religiach
- Freedom & Law – strona prawna
- Culture & Art – kultura i sztuka związana ze środkami psychoaktywnymi
- Library – zebrane dane i odnośniki

Kluczową zasadą, którą kieruje się serwis, jest neutralność opisu tematu. Neutralność ta bywa kwestionowana przez zwolenników prohibicji substancji psychoaktywnych, którzy twierdzą, jakoby Erowid zachęcał do ich zażywania. Członkowie organizacji odrzucają ten zarzut, deklarując, że publikują wszelkie, zarówno pozytywne, jak i negatywne informacje i sprawozdania na temat poszczególnych substancji.
Serwis został założony przez dwie osoby, ukrywające się pod pseudonimami Fire Erowid i Earth Erowid. Erowid od 2005 roku jest organizacją non-profit. Organizacja ma siedzibę w północnej Kalifornii, jej serwery znajdują się w San Francisco. Finansowanie zapewniane jest wyłącznie poprzez darowizny, strona organizacji nie zamieszcza reklam.
W 2013 roku dostęp do serwisu Erowid.org został zablokowany na terenie Federacji Rosyjskiej.